# 이슈 추적 시스템
이슈 추적 시스템(영어: Issue tracking system, ITS)은 단체의 필요에 의해 이슈 목록을 관리하고 유지보수하는 컴퓨터 소프트웨어의 하나이다. 트러블 티켓 시스템(trouble ticket system)이라고도 한다.
이슈 추적 시스템의 티켓(ticket)은 특정 문제, 상태, 기타 관련 데이터에 대해 실행 중인 보고이다. 일반적으로 헬프 데스크나 콜 센터 환경에서 만들어지며 거의 늘 유일한 참조 번호를 가지고 있는데, 이를 케이스(case), 이슈(issue), 콜 로그(call log) 번호라 부르며, 직원이나 사용자가 사용자의 이슈나 요청의 상태를 빠르게 위치시키고, 추가하고 주고받을 수 있게 한다.

## 배경
기관 환경에서 이슈 추적 시스템은 일반적으로 조직의 고객 지원 콜 센터에서 보고된 고객 문제 또는 해당 조직의 다른 직원이 보고한 문제를 생성, 업데이트 및 해결하는 데 사용된다. 지원 티켓에는 관련된 계정 및 발생한 문제에 대한 중요한 정보가 포함되어야 한다. 이슈 추적 시스템에는 각 고객에 대한 정보, 일반적인 문제에 대한 해결 방법 및 기타 데이터가 포함된 지식 기반도 포함되는 경우가 많다.
이슈 추적 시스템은 "버그 추적기"와 유사하며 종종 소프트웨어 회사에서 두 가지를 모두 판매하며 일부 버그 추적기는 이슈 추적 시스템으로 사용될 수 있으며 그 반대의 경우도 마찬가지이다. 문제 또는 버그 추적 시스템을 지속적으로 사용하는 것은 "훌륭한 소프트웨어 팀의 특징" 중 하나로 간주된다.
이슈 추적 시스템 내의 티켓 요소는 특정 문제, 해당 상태 및 기타 관련 데이터에 대한 실행 보고서이다. 이는 일반적으로 헬프 데스크 또는 콜 센터 환경에서 생성되며 거의 항상 사례, 문제 또는 통화 로그 번호라고도 알려진 고유 참조 번호를 갖는다. 이는 사용자나 지원 직원이 사용자의 문제나 요청 상태를 신속하게 찾고 추가하거나 전달할 수 있도록 하는 데 사용된다.
이러한 티켓은 이러한 종류의 지원이 시작되었을 때 전통적인 벽걸이 작업 계획 시스템 내의 작은 카드에서 유래했기 때문에 그렇게 불린다. 사용자로부터 전화나 문의를 받은 교환원이나 직원은 사용자의 세부 정보와 요청에 대한 간략한 요약이 포함된 작은 카드를 작성하고 해당 엔지니어를 위해 보류 중인 슬롯 열의 위치(일반적으로 마지막)에 배치한다. 따라서 질문을 처리할 직원과 요청의 우선순위를 결정한다.

## 같이 보기
- 버그 추적 시스템